# Ханс Блуменберг
Ханс Блуменберг (на немски: Hans Blumenberg) е германски историк и философ. През 60-те години на ХХв започва да разработва т.нар. „метафорология“, която се занимава с онова, което се  крие под метафорите и езиковите кройки и е несводимо до понятия или идеологии). Последните му творби, особено „Грижата пресича реката“ (Die Sorge geht über den Fluss), представляват опити да тълкува човешката реалност през нейните метафори и неволни изрази.
Копаейки под привидно безсмислени анекдоти от историята на западната мисъл и литература, Блуменберг чертае карта на изразите, примерите, жестовете, които процъфтяват в обсъжданията на това, което е прието да се смята за по-важните въпроси. Интерпретациите на Блуменберг са изключително непредвидими и лични, изпълнени със знаци, признаци и предположения, при това понякога иронични. Но преди всичко неговите трудове са предупредителни сигнали както за опасната сила на откритата истина, така и за красотата на един объркан свят.

## Биография
Роден е на 13 юли 1920 г. в Любек, Германия. Завършва през 1939 г. гимназията „Катеринеум“ в Любек като единствения, взел през тази година матурата „с отличие“. Но като приел католицизма „полуевреин“ няма право да запише нито едно държавно висше учебно заведение, затова между 1939 и 1941 г. Блуменберг учи философия в теологическия факултет в Падерборн и теологическия колеж „Свети Георги“ във Франкфурт на Майн, но се налага в крайна сметка да прекъсне образованието си преждевременно. Връща се в Любек, където работи във фабриката на „Drägerwerk AG“. През 1945 г. е интерниран в Зербст, където до края на Втората световна война се укрива в семейството на бъдещата си жена Урсула.
След 1945 г. Блуменберг продължава следването си по философия, германистика и класическа филология в университета на Хамбург. През 1947 г. защитава дисертацията си на тема „Принос към проблема за самобитността на средновековната схоластична онтология“ в университета на Кил. Тук се хабилитира през 1950 г. със студията „Онтологическата дистанция. Изследване на кризата на Хусерловата феноменология“. Негов наставник през този период е Лудвиг Ландгребе.
През 1958 г. Блуменберг е избран за извънреден професор по философия в Хамбург, а през 1960 – за редовен професор по философия в университета в Гисен. През 1965 г. той се премества в Рурския университет в Бохум, а след това, през 1970 г. – във Вестфалския университет в Мюнстер, където става почетен професор през 1985 г.
Блуменберг е член на Академията на науките и литературата в Майнц (от 1960), на управителния съвет за съставянето на история на понятията под ръководството на Ханс-Георг Гадамер и (от 1963) един от основателите на прочулата се приживе на своите членове изследователска група „Поетика и херменевтика“.
Ханс Блуменберг има четири деца; една от дъщерите му е писателката и преводачката Бетина Блуменберг.
Умира на 28 март 1996 г. в Алтенберге край Мюнстер, Вестфалия, на 75-годишна възраст.
Ханс Блуменберг е герой на романа на Сибиле Левичаров „Блуменберг“.

## Идеи
Трудовете на Блуменберг са с предимно историческа природа и се отличават с голямата си философска и богословска начетеност, както и с точността и остротата на неговия стил на писане. В ранната му книга „Парадигми към една метафорология“ е изложена идеята за „абсолютните метафори“, чрез примери от историята на идеите и философията. Според Блуменберг метафори от този вид, като например „голата истина“, трябва да се разглеждат като основни съставки на философския дискурс, които не могат да бъдат заменени от понятия. Отчетливостта и смисълът на тези метафори конституират възприемането на реалността като цяло и са необходимо условие за човешката ориентация, мисъл и действие. Основната идея на тази първа книга е доразвита в произведения върху метафорите на светлината в теориите на познанието („Корабокрушение със зрители“, 1979) и метафорите на книгите и четенето („Четливостта на света“, 1979).

## Отличия
- 1974: Наградата „Куно Фишер“ на университета в Хайделберг
- 1980: Наградата „Зигмунд Фройд“ за научна проза на Германската академия на езика и поезията в Дармщат
- 1982: Почетен доктор на университета в Гисен
- 2006: Почетен гражданин на град Любек [3]

## Трудове
- Beiträge zum Problem der Ursprünglichkeit der mittelalterlich-scholastischen Ontologie. Dissertation, Kiel 1947 (непубликуван).
- Die ontologische Distanz. Eine Untersuchung über die Krisis der Phänomenologie Husserls. Habilitationsschrift, Kiel 1950 (непубликуван).
- Paradigmen zu einer Metaphorologie. In: Archiv für Begriffsgeschichte, Bonn 1960; Suhrkamp, Frankfurt am Main 1997, ISBN 3-518-28901-2.
Парадигми към една метафорология. София: Критика и хуманизъм, 2015, 272 с. ISBN 978-954-587-193-1
- Die kopernikanische Wende. Suhrkamp, Frankfurt am Main 1965 (edition suhrkamp 138).
- Die Legitimität der Neuzeit. Suhrkamp, Frankfurt am Main 1966; Neuausgabe ebd. 1996, ISBN 3-518-28868-7.
- Der Prozess der theoretischen Neugierde. Suhrkamp, Frankfurt am Main 1973, ISBN 3-518-07624-8.
- Die Genesis der kopernikanischen Welt. Suhrkamp, Frankfurt am Main 1975; ebd. 1981, ISBN 3-518-07952-2.
- Arbeit am Mythos. Suhrkamp, Frankfurt am Main 1979, ISBN 3-518-57515-5
- Die Lesbarkeit der Welt. Suhrkamp, Frankfurt am Main 1979, ISBN 3-518-06741-9
- Schiffbruch mit Zuschauer. Suhrkamp, Frankfurt am Main 1979; ebd. 1997, ISBN 3-518-22263-5 (Bibliothek Suhrkamp 1263).
- Wirklichkeiten, in denen wir leben. Aufsätze und eine Rede. Reclam, Stuttgart 1981, ISBN 3-15-007715-X (Reclams Universal-Bibliothek 7715).
- Lebenszeit und Weltzeit. Suhrkamp, Frankfurt am Main 1986, ISBN 3-518-29114-9.
- Das Lachen der Thrakerin. Eine Urgeschichte der Theorie. Suhrkamp, Frankfurt am Main 1987, ISBN 3-518-28252-2.
- Die Sorge geht über den Fluß. Suhrkamp, Frankfurt am Main 1987, ISBN 3-518-01965-1 (Bibliothek Suhrkamp 965).
- Matthäuspassion. Suhrkamp, Frankfurt am Main 1988, ISBN 3-518-01998-8 (Bibliothek Suhrkamp 998).
- Höhlenausgänge. Suhrkamp, Frankfurt am Main 1989, ISBN 3-518-28900-4.
- Ein mögliches Selbstverständnis. Aus dem Nachlaß. Reclam, Stuttgart 1997, ISBN 3-15-009650-2 (Reclams Universal-Bibliothek 9650).
- Die Vollzähligkeit der Sterne. Suhrkamp, Frankfurt am Main 1997, ISBN 978-3-518-58251-0.
- Begriffe in Geschichten. Suhrkamp, Frankfurt am Main 1998, ISBN 3-518-22303-8 (Bibliothek Suhrkamp 1303).
- Gerade noch Klassiker. Glossen zu Fontane. Hanser, München 1998, ISBN 3-446-19473-8.
- Lebensthemen. Aus dem Nachlaß. Reclam, Stuttgart 1998, ISBN 3-15-009651-0 (Reclams Universal-Bibliothek 9651).
- Goethe zum Beispiel. Insel, Frankfurt am Main 1999, ISBN 3-458-16976-8.
- Die Verführbarkeit des Philosophen. Suhrkamp, Frankfurt am Main 2000, ISBN 3-518-29355-9.
- Ästhetische und metaphorologische Schriften. Auswahl und Nachwort von Anselm Haverkamp. Suhrkamp, Frankfurt am Main 2001, ISBN 3-518-29113-0.
- Löwen. Suhrkamp, Frankfurt am Main 2001, ISBN 3-518-22336-4 (Bibliothek Suhrkamp 1336).
- Vor allem Fontane. Glossen zu einem Klassiker. Insel, Frankfurt am Main 2002, ISBN 3-458-34540-X.
- Zu den Sachen und zurück. Suhrkamp, Frankfurt am Main 2002, ISBN 3-518-58328-X.
- Beschreibung des Menschen. Suhrkamp, Frankfurt am Main 2006, ISBN 3-518-58467-7.
- Der Mann vom Mond. Über Ernst Jünger. Suhrkamp, Frankfurt am Main 2007, ISBN 978-3-518-58483-5.
- mit Carl Schmitt: Briefwechsel 1971 – 1978 und weitere Materialien. Suhrkamp, Frankfurt am Main 2007, ISBN 978-3-518-58482-8.
- Theorie der Unbegrifflichkeit. Suhrkamp, Frankfurt am Main 2007, ISBN 978-3-518-58480-4.
- Geistesgeschichte der Technik. Mit einem Radiovortrag von 1967 auf CD. Suhrkamp, Frankfurt am Main 2009, ISBN 978-3-518-58533-7.
- Theorie der Lebenswelt. Suhrkamp, Frankfurt am Main 2010, ISBN 978-3-518-58540-5.